# Digitaria cognata
Digitaria cognata är en gräsart som först beskrevs av Schult., och fick sitt nu gällande namn av Pilg.. Digitaria cognata ingår i släktet fingerhirser, och familjen gräs. Inga underarter finns listade i Catalogue of Life.